# Octomylodon
Octomylodon és un gènere extint de peresós terrestre activament mòbil de la família dels milodòntids que visqueren des del Miocè superior fins al Pliocè inferior. Octomylodon fou assignat als milodòntids per Carroll (1988).